# 経済犯罪
経済犯罪（けいざいはんざい）、または経済事犯（-じはん）とは、一般刑法犯以外の犯罪のうち、詐欺や通貨偽造、贈収賄、背任、脱税、不正取引などの犯罪をいうが、その範囲は必ずしも明らかではない。
環境犯罪・保健衛生事犯など、国民の日常生活を脅かす犯罪も含めて生活経済事犯とも呼ぶ。

## 犯罪白書における「経済犯罪」
犯罪白書においては、かつては、
1. 所得税法違反・相続税法違反・法人税法違反・消費税法違反
2. 商法違反・私的独占の禁止及び公正取引の確保に関する法律（独占禁止法）違反・証券取引法違反
3. 特許法違反・商標法違反・著作権法違反・不正競争防止法違反

を総称して「経済犯罪」と呼んでいた。
現在では、
1. 所得税法違反・相続税法違反・法人税法違反・消費税法違反
2. 商法・会社法違反・私的独占の禁止及び公正取引の確保に関する法律（独占禁止法）違反・金融商品取引法違反
3. 出資の受入れ、預り金及び金利等の取締りに関する法律（出資法）違反・貸金業法違反
4. 強制執行妨害・競売入札妨害・破産法違反

を総称して「財政経済犯罪」と呼んでいる。

## 種類
金融や経済に関する事案
- 商法に関連した違反[7]
- 証券取引関連法違反（インサイダー取引など）[7]
- 脱税に関する事案[7]

商取引などに関する事案
- 贈収賄や談合などの事案[7]
- 私的独占の禁止及び公正取引の確保に関する法律（独占禁止法）違反[7]

財産権などに関する事案
- 詐欺・横領・背任に関する事案[7]
- 知的所有権侵害（著作権法、特許法などの違反）